# Championnats de Hongrie d'escrime 1923
Navigation
Édition précédente Édition suivante
Les championnats de Hongrie d'escrime 1923 ont lieu le 13 mai 1923 pour le fleuret et le 6 mai 1923 pour le sabre à Budapest. Ce sont les dix-neuvièmes championnats d'escrime en Hongrie. Ils sont organisés par la MVSz.
Les championnats comportent seulement deux épreuves, le fleuret masculin et le sabre masculin.

## Classements
| Épreuves          | Or                       | Argent                   | Bronze             |
| ----------------- | ------------------------ | ------------------------ | ------------------ |
| Fleuret           |                          |                          |                    |
| Hommes individuel | István Lichteneckert MAC | Zoltán Schenker MOVE BSE | Péter Tóth MAC     |
| Sabre             |                          |                          |                    |
| Hommes individuel | János Garay Nemzeti VC   | Sándor Pósta MAFC        | László Széchy MAFC |